# Filtracja obrazów
Filtracja obrazów – filtracja obrazów jest zaliczana do metod cyfrowego przetwarzania sygnałów. Filtracja jest operacją matematyczną na pikselach obrazu źródłowego, w wyniku której uzyskiwany jest nowy, przekształcony obraz. Filtrację określa się jako przekształcenie kontekstowe, gdyż dla wyznaczenia nowej wartości piksela obrazu docelowego potrzebna jest informacja z wielu pikseli obrazu źródłowego.
Filtracja stosowana jest przeważnie jako metoda wydobycia z oryginalnego obrazu szeregu informacji w celu ich dalszej obróbki. Informacjami takimi mogą być: położenie krawędzi, pozycje rogów obiektów itp. Innym zastosowaniem filtracji jest usuwanie szumów (filtr medianowy i inne) lub rozmycie obrazu (filtry uśredniające, Gaussa). Filtrację można przeprowadzać zarówno w dziedzinie przestrzennej, jak i częstotliwościowej. Filtracje w dziedzinie przestrzennej uzyskuje się, wykorzystując operacje splotu. W dziedzinie częstotliwości odpowiednikiem splotu jest operacja mnożenia transformat obrazu i filtru.

## Praktyczna realizacja filtracji
Operacja splotu oblicza nową wartość piksela obrazu na podstawie wartości pikseli sąsiadujących. Każda wartość piksela sąsiadującego jest odpowiednio ważona (zgodnie z wartością w masce filtru) i wpływa na końcową wartość piksela obrazu po filtracji zgodnie ze wzorem:
{\displaystyle p[m,n]={\bigg (}\sum _{a}\sum _{b}{pz[a,b]*pf[m-a,n-b]}{\bigg )}/K,}
gdzie:
{\displaystyle p} – wartość piksela po filtracji,
{\displaystyle pz} – kolejna wartość piksela obrazu oryginalnego,
{\displaystyle pf} – kolejna wartość wagi filtru,
{\displaystyle K} – suma wartości wag filtru lub 1, gdy suma wynosi 0.
Współczynnik {\displaystyle K} odróżnia filtrację od „zwykłego” splotu. Jego funkcją jest utrzymanie wyjściowej skali wartości pikseli zgodnej ze skalą wejściową. Gdyby nie jego użycie obraz mógłby ulec, przy pewnych filtrach, znacznemu rozjaśnieniu lub pociemnieniu.

## Rodzaje filtrów
Efekt filtracji zależy od rodzaju filtru, który zostanie do tego celu wykorzystany oraz od jego wielkości (tzw. rząd macierzy filtru). Ze względu na odmienne działanie różnych masek filtrów wyróżniamy:

### Filtry dolnoprzepustowe
Działanie tego typu filtrów opiera się na usuwaniu elementów obrazu o wysokiej częstotliwości (szczegółów, np. dużych różnic w kolorach pomiędzy sąsiadującymi pikselami) i przepuszczaniu elementów o niskiej częstotliwości (ogólnych kształtów, bez szczegółów). Ponieważ większość szumów występujących w obrazach zawiera się w wysokich częstotliwościach, filtry te przeważnie wykorzystuje się właśnie do eliminacji zakłóceń. Właściwie dopasowując rząd macierzy filtru, można usuwać zakłócenia różnej wielkości, ograniczając przy tym utratę szczegółów (wysokich częstotliwości) w odfiltrowywanym obrazie. Filtry dolnoprzepustowe to zazwyczaj filtry uśredniające z pewnymi wagami. Poniżej znajduje się kilka przykładów filtrów dolnoprzepustowych o macierzy trzeciego rzędu (wielkość maski 3×3):
{\displaystyle {\begin{bmatrix}1&1&1\\1&1&1\\1&1&1\end{bmatrix}}\quad {\text{lub}}\quad {\begin{bmatrix}1&1&1\\1&2&1\\1&1&1\end{bmatrix}}\quad {\text{lub}}\quad {\begin{bmatrix}1&1&1\\1&4&1\\1&1&1\end{bmatrix}}\quad {\text{lub}}\quad {\begin{bmatrix}1&2&1\\2&4&2\\1&2&1\end{bmatrix}},}

### Filtry górnoprzepustowe
Filtry te działają w sposób odwrotny do filtrów dolnoprzepustowych, tłumią one niskoczęstotliwościowe elementy obrazu, wzmacniają natomiast elementy o wysokich częstotliwościach (szczegóły). Wynikiem działania tego typu filtrów jest podkreślenie, uwypuklenie elementów obrazu o dużej częstotliwości poprzez zwiększenie ich jasności, koloru itp. Dla obrazu jako całości efektem jest zazwyczaj zwiększenie kontrastu poprzez podkreślenie ostrych krawędzi obiektów. Poniżej znajduje się kilka filtrów górnoprzepustowych o macierzy trzeciego rzędu (wielkość maski 3×3):
{\displaystyle {\begin{bmatrix}-1&-1&-1\\-1&\ \ 9&-1\\-1&-1&-1\end{bmatrix}}\quad {\text{lub}}\quad {\begin{bmatrix}\ \ 0&-1&\ \ 0\\-1&\ \ 5&-1\\\ \ 0&-1&\ \ 0\end{bmatrix}}\quad {\text{lub}}\quad {\begin{bmatrix}\ \ 1&-2&\ \ 1\\-2&\ \ 5&-2\\\ \ 1&-2&\ \ 1\end{bmatrix}}\quad {\text{lub}}\quad {\begin{bmatrix}-1&-1&-1\\-1&14&-1\\-1&-1&-1\end{bmatrix}},}

### Filtry statystyczne
Wyróżnia je fakt, iż nie posiadają stałej maski jak w przypadku innych filtrów. Nowe wartości pikseli są wyliczane na drodze sortowania pikseli obrazu źródłowego w obrębie maski. Po sortowaniu, w zależności od rodzaju filtru, wybierana jest wartość maksymalna, minimalna bądź mediana.

#### Filtr medianowy
Filtr medianowy jest przykładem filtru nieliniowego. Stosuje się go przede wszystkim do usuwania zakłóceń punktowych typu pieprz i sól, potrafi on wtedy usunąć szum przy minimalnej utracie jakości obrazu lub całkowicie bez strat. Wyliczanie wartości wyjściowej dla filtru medianowego 3 rzędu można przedstawić następująco:
Ponieważ wielkość maski wynosi 3×3, więc w jej obrębie znajduje się 9 pikseli obrazu źródłowego (P0, P1, P2, P3, P4, P5, P6, P7, P8). Zależnie od poszczególnych wartości w wyniku sortowania możliwy jest następujący przykładowy rozkład wartości: (P5, P8, P1, P2, P6, P4, P7, P0, P3). W przypadku filtru medianowego wartością wynikową będzie wartość środkowa, czyli P6 i ona właśnie jest przepisywana do tworzonego obrazu.

#### Filtr maksymalny i minimalny
Do obrazu wynikowego jest kopiowana minimalna lub maksymalna wartość przyjmowana przez punkty sąsiadujące z punktem „wybranym” przez środek maski. Filtrowi minimalnemu towarzyszy „erozja” (zmniejszenie) wielkości obiektów obrazu, maksymalnemu zaś – ich „dylatacja” (powiększenie).

### Inne filtry
- filtry konturowe
- filtry krawędziowe
- kierunkowe filtry gradientowe
- płaskorzeźba
- laplasjany
- wewnętrzne